# Élections départementales de 2015 dans le Cantal
Les élections départementales ont lieu les 22 et 29 mars 2015.

## Contexte départemental

### Assemblée départementale sortante
Avant les élections, le Conseil général du Cantal était présidé par Vincent Descoeur (UMP). 
Il comprenait 27 conseillers généraux issus des 27 cantons du Cantal.
| Parti                                | Sigle | Sigle | Élus |
| ------------------------------------ | ----- | ----- | ---- |
| Majorité (20 sièges)                 |       |       |      |
| Union pour un mouvement populaire    |       | UMP   | 10   |
| Divers droite                        |       | DVD   | 7    |
| Union des démocrates et indépendants |       | UDI   | 2    |
| Debout la France                     |       | DLF   | 1    |
| Opposition (7 sièges)                |       |       |      |
| Parti socialiste                     |       | PS    | 4    |
| Parti radical de gauche              |       | PRG   | 2    |
| Divers gauche                        |       | DVG   | 1    |
| Président du Conseil général         |       |       |      |
| Vincent Descoeur (UMP)               |       |       |      |

### Assemblée départementale élue
Après le redécoupage cantonal de 2014, ce sont 30 conseillers départementaux qui sont élus au sein des 15 nouveaux cantons du Cantal.
| Parti                                | Sigle | Sigle | Élus |
| ------------------------------------ | ----- | ----- | ---- |
| Majorité (22 sièges)                 |       |       |      |
| Divers droite                        |       | DVD   | 12   |
| Union pour un mouvement populaire    |       | UMP   | 9    |
| Union des démocrates et indépendants |       | UDI   | 1    |
| Opposition (8 sièges)                |       |       |      |
| Parti radical de gauche              |       | PRG   | 4    |
| Parti socialiste                     |       | PS    | 3    |
| Divers gauche                        |       | DVG   | 1    |
| Président du Conseil Départemental   |       |       |      |
| Vincent Descoeur (UMP)               |       |       |      |

## Résultats à l'échelle du département

### Résultats par nuances du ministère de l'Intérieur
Les nuances utilisées par le ministère de l'Intérieur ne tiennent pas compte des alliances locales.
| Binômes     | Binômes            | Premier tour | Premier tour | Second tour | Second tour | Sièges |
| Binômes     | Binômes            | Voix         | %            | Voix        | %           | Sièges |
| ----------- | ------------------ | ------------ | ------------ | ----------- | ----------- | ------ |
|             | DVD                | 13 573       | 22,69        | 8 012       | 21,96       | 4      |
|             | Union de la droite | 10 782       | 18,02        | 7 438       | 20,38       | 10     |
|             | UMP                | 1 378        | 2,30         | 1 673       | 4,58        | 2      |
| Droite      | Droite             | 25 733       | 43,01        | 17 123      | 46,92       | 16     |
|             |                    |              |              |             |             |        |
|             | Union de la gauche | 7 142        | 11,94        | 5 191       | 14,23       | 2      |
|             | DVG                | 5 066        | 8,47         | 4 257       | 11,67       | 2      |
|             | PS                 | 2 942        | 4,92         | 1 559       | 4,27        | 2      |
|             | PCF                | 756          | 1,26         |             |             |        |
|             | FG                 | 682          | 1,14         |             |             |        |
|             | EÉLV               | 569          | 0,95         |             |             |        |
|             | PG                 | 334          | 0,56         |             |             |        |
| Gauche      | Gauche             | 17 491       | 29,24        | 11 007      | 30,17       | 6      |
|             |                    |              |              |             |             |        |
|             | Divers             | 12 358       | 20,66        | 8 361       | 22,91       | 8      |
|             | Front national     | 4 241        | 7,09         |             |             |        |
|             |                    |              |              |             |             |        |
| Inscrits    | Inscrits           | 118 255      | 100,00       | 69 580      | 100,00      |        |
| Abstentions | Abstentions        | 52 259       | 44,19        | 29 698      | 42,68       |        |
| Votants     | Votants            | 65 996       | 55,81        | 39 882      | 57,32       |        |
| Blancs      | Blancs             | 3 916        | 5,93         | 2 040       | 5,12        |        |
| Nuls        | Nuls               | 2 257        | 3,42         | 1 351       | 3,39        |        |
| Exprimés    | Exprimés           | 59 823       | 90,65        | 36 491      | 91,50       |        |

### Résultats par canton
| Canton                        | Conseiller sortant      | Parti                | Parti       | Conseiller élu           | Parti           | Parti           |
| ----------------------------- | ----------------------- | -------------------- | ----------- | ------------------------ | --------------- | --------------- |
| Allanche                      | Christian Léoty*        |                      | DVD         | Canton supprimé          | Canton supprimé | Canton supprimé |
| Arpajon-sur-Cère              | Jean-Pierre Delpont*    |                      | DVD         | Vincent Descoeur         |                 | UMP             |
| Arpajon-sur-Cère              | Jean-Pierre Delpont*    | Isabelle Lantuejoul  | DVD         |                          | UMP             |                 |
| Aurillac-1                    | Josiane Costes          |                      | PRG         | Rolland Cornet           |                 | DVD             |
| Aurillac-1                    | Josiane Costes          | Sylvie Lachaize      | PRG         |                          | UMP             |                 |
| Aurillac-2                    | Florence Marty          |                      | PS          | Martine Besombes         |                 | DVD             |
| Aurillac-2                    | Florence Marty          | Jean Antoine Moins   | PS          |                          | UMP             |                 |
| Aurillac-3                    | Charly Delamaide        |                      | PS          | Alain Calmette           |                 | PS              |
| Aurillac-3                    | Charly Delamaide        | Josiane Costes       | PS          |                          | PRG             |                 |
| Aurillac-4                    | Philippe Fabre          |                      | UDI         | Canton supprimé          | Canton supprimé | Canton supprimé |
| Champs-sur-Tarentaine-Marchal | Daniel Chevaleyre       |                      | PRG         | Canton supprimé          | Canton supprimé | Canton supprimé |
| Chaudes-Aigues                | Madeleine Baumgartner   |                      | DVD         | Canton supprimé          | Canton supprimé | Canton supprimé |
| Condat                        | Jean Mage               |                      | DVD         | Canton supprimé          | Canton supprimé | Canton supprimé |
| Jussac                        | Jacques Markarian       |                      | PS          | Canton supprimé          | Canton supprimé | Canton supprimé |
| Laroquebrou                   | Michel Cabanes          |                      | DVG         | Canton supprimé          | Canton supprimé | Canton supprimé |
| Massiac                       | Alain Marleix*          |                      | UMP         | Canton supprimé          | Canton supprimé | Canton supprimé |
| Mauriac                       | Gérard Leymonie*        |                      | UMP         | Jean-Yves Bony           |                 | UMP             |
| Mauriac                       | Gérard Leymonie*        | Marie-Hélène Chastre | UMP         |                          | DVD             |                 |
| Maurs                         | François Vermande       |                      | DLF         | Dominique Beaudrey       |                 | UMP             |
| Maurs                         | François Vermande       | Joël Lacalmontie     | DLF         |                          | UMP             |                 |
| Montsalvy                     | Vincent Descoeur        |                      | UMP         | Canton supprimé          | Canton supprimé | Canton supprimé |
| Murat                         | Bernard Delcros         |                      | DVD         | Bernard Delcros          |                 | DVD             |
| Murat                         | Bernard Delcros         | Ghyslaine Pradel     | DVD         |                          | DVD             |                 |
| Naucelles                     | Canton créé             | Canton créé          | Canton créé | Bruno Faure              |                 | UMP             |
| Naucelles                     | Canton créé             | Canton créé          | Canton créé | Marie-Hélène Roquette    |                 | UMP             |
| Neuvéglise                    | Canton créé             | Canton créé          | Canton créé | Céline Charriaud         |                 | DVD             |
| Neuvéglise                    | Canton créé             | Canton créé          | Canton créé | Jean-Jacques Monloubou   |                 | DVD             |
| Pierrefort                    | Louis Galtier*          |                      | UMP         | Canton supprimé          | Canton supprimé | Canton supprimé |
| Pleaux                        | Jean-Yves Bony          |                      | UMP         | Canton supprimé          | Canton supprimé | Canton supprimé |
| Riom-ès-Montagnes             | Guy Delteil*            |                      | UMP         | Valérie Cabecas Roquier  |                 | DVD             |
| Riom-ès-Montagnes             | Guy Delteil*            | Charles Rodde        | UMP         |                          | DVD             |                 |
| Ruynes-en-Margeride           | Louis Clavillier*       |                      | UMP         | Canton supprimé          | Canton supprimé | Canton supprimé |
| Saignes                       | Stéphane Briant         |                      | UDI         | Canton supprimé          | Canton supprimé | Canton supprimé |
| Saint-Cernin                  | François Lachaze*       |                      | UMP         | Canton supprimé          | Canton supprimé | Canton supprimé |
| Saint-Flour-Nord              | Henri Barthélemy*       |                      | UMP         | Canton supprimé          | Canton supprimé | Canton supprimé |
| Saint-Flour-Sud               | Gérard Salat            |                      | PS          | Canton supprimé          | Canton supprimé | Canton supprimé |
| Saint-Flour-1                 | Canton créé             | Canton créé          | Canton créé | Didier Achalme           |                 | DVD             |
| Saint-Flour-1                 | Canton créé             | Canton créé          | Canton créé | Aline Hugonnet           |                 | DVD             |
| Saint-Flour-2                 | Canton créé             | Canton créé          | Canton créé | Christiane Meyroneinc    |                 | PS              |
| Saint-Flour-2                 | Canton créé             | Canton créé          | Canton créé | Gérard Salat             |                 | PS              |
| Saint-Mamet-la-Salvetat       | Éric Février*           |                      | DVD         | Canton supprimé          | Canton supprimé | Canton supprimé |
| Saint-Paul-des-Landes         | Canton créé             | Canton créé          | Canton créé | Patricia Benito          |                 | PRG             |
| Saint-Paul-des-Landes         | Canton créé             | Canton créé          | Canton créé | Michel Cabanes           |                 | PRG             |
| Salers                        | Bruno Faure             |                      | DVD         | Canton supprimé          | Canton supprimé | Canton supprimé |
| Vic-sur-Cère                  | Louis-Jacques Liandier* |                      | UMP         | Annie Delrieu-Tourtoulou |                 | DVD             |
| Vic-sur-Cère                  | Louis-Jacques Liandier* | Philippe Fabre       | UMP         |                          | UDI             |                 |
| Ydes                          | Canton créé             | Canton créé          | Canton créé | Daniel Chevaleyre        |                 | PRG             |
| Ydes                          | Canton créé             | Canton créé          | Canton créé | Mireille Leymonie        |                 | DVG             |

* Conseillers généraux sortants ne se représentant pas

## Résultats détaillés par canton

### Canton d'Arpajon-sur-Cère
| Candidats            | Candidats           | Partis      | Partis      | Premier tour | Premier tour |
| Candidats            | Candidats           | Partis      | Partis      | Voix         | %            |
| -------------------- | ------------------- | ----------- | ----------- | ------------ | ------------ |
| 1                    | Vanessa Bonnefoy    |             | DVG         | 1 506        | 29,44        |
| 1                    | Michel Roussy       |             | PS          | 1 506        | 29,44        |
| 2                    | Brigitte Revol      |             | DVG         | 473          | 9,25         |
| 2                    | Baptiste Servans    |             | PG          | 473          | 9,25         |
| 3                    | Vincent Descoeur*   |             | UMP         | 3 137        | 61,32        |
| 3                    | Isabelle Lantuejoul |             | DVD         | 3 137        | 61,32        |
|                      |                     |             |             |              |              |
| Inscrits             | Inscrits            | Inscrits    | Inscrits    | 9 156        | 100,00       |
| Abstentions          | Abstentions         | Abstentions | Abstentions | 3 601        | 39,33        |
| Votants              | Votants             | Votants     | Votants     | 5 555        | 60,67        |
| Blancs               | Blancs              | Blancs      | Blancs      | 252          | 4,54         |
| Nuls                 | Nuls                | Nuls        | Nuls        | 187          | 3,37         |
| Exprimés             | Exprimés            | Exprimés    | Exprimés    | 5 116        | 92,10        |
| * conseiller sortant |                     |             |             |              |              |

### Canton d'Aurillac-1
| Candidats            | Candidats           | Partis      | Partis      | Premier tour | Premier tour | Second tour | Second tour |
| Candidats            | Candidats           | Partis      | Partis      | Voix         | %            | Voix        | %           |
| -------------------- | ------------------- | ----------- | ----------- | ------------ | ------------ | ----------- | ----------- |
| 1                    | Jean-Louis Benavent |             | FG          | 296          | 8,18         |             |             |
| 1                    | Laetitia Broussier  |             | FG          | 296          | 8,18         |             |             |
| 2                    | Thierry Galeau      |             | PG          | 334          | 9,23         |             |             |
| 2                    | Nicole Muller       |             | PG          | 334          | 9,23         |             |             |
| 3                    | Rolland Cornet      |             | DVD         | 1 832        | 50,61        | 2 178       | 58,28       |
| 3                    | Sylvie Lachaize     |             | UMP         | 1 832        | 50,61        | 2 178       | 58,28       |
| 4                    | Alain Coudon        |             | PS          | 1 158        | 31,99        | 1 559       | 41,72       |
| 4                    | Florence Marty*     |             | PS          | 1 158        | 31,99        | 1 559       | 41,72       |
|                      |                     |             |             |              |              |             |             |
| Inscrits             | Inscrits            | Inscrits    | Inscrits    | 7 826        | 100,00       | 7 826       | 100,00      |
| Abstentions          | Abstentions         | Abstentions | Abstentions | 3 733        | 47,70        | 3 659       | 46,75       |
| Votants              | Votants             | Votants     | Votants     | 4 093        | 52,30        | 4 167       | 53,25       |
| Blancs               | Blancs              | Blancs      | Blancs      | 237          | 5,79         | 223         | 5,35        |
| Nuls                 | Nuls                | Nuls        | Nuls        | 236          | 5,77         | 207         | 4,97        |
| Exprimés             | Exprimés            | Exprimés    | Exprimés    | 3 620        | 88,44        | 3 737       | 89,68       |
| * conseiller sortant |                     |             |             |              |              |             |             |

### Canton d'Aurillac-2
| Candidats            | Candidats          | Partis      | Partis      | Premier tour | Premier tour | Second tour | Second tour |
| Candidats            | Candidats          | Partis      | Partis      | Voix         | %            | Voix        | %           |
| -------------------- | ------------------ | ----------- | ----------- | ------------ | ------------ | ----------- | ----------- |
| 1                    | Catherine Amalric  |             | PRG         | 1 276        | 41,95        | 1 540       | 47,93       |
| 1                    | Charly Delamaide*  |             | PS          | 1 276        | 41,95        | 1 540       | 47,93       |
| 2                    | Martine Besombes   |             | UMP         | 1 378        | 45,30        | 1 673       | 52,07       |
| 2                    | Jean Antoine Moins |             | UMP         | 1 378        | 45,30        | 1 673       | 52,07       |
| 3                    | Denise Valat       |             | PCF         | 388          | 12,75        |             |             |
| 3                    | Rémi Veyssière     |             | PCF         | 388          | 12,75        |             |             |
|                      |                    |             |             |              |              |             |             |
| Inscrits             | Inscrits           | Inscrits    | Inscrits    | 6 646        | 100,00       | 6 647       | 100,00      |
| Abstentions          | Abstentions        | Abstentions | Abstentions | 3 258        | 49,02        | 3 126       | 47,03       |
| Votants              | Votants            | Votants     | Votants     | 3 388        | 50,98        | 3 521       | 52,97       |
| Blancs               | Blancs             | Blancs      | Blancs      | 212          | 6,26         | 187         | 5,31        |
| Nuls                 | Nuls               | Nuls        | Nuls        | 134          | 3,96         | 121         | 3,44        |
| Exprimés             | Exprimés           | Exprimés    | Exprimés    | 3 042        | 89,79        | 3 213       | 91,25       |
| * conseiller sortant |                    |             |             |              |              |             |             |

### Canton d'Aurillac-3
| Candidats            | Candidats        | Partis      | Partis      | Premier tour | Premier tour | Second tour | Second tour |
| Candidats            | Candidats        | Partis      | Partis      | Voix         | %            | Voix        | %           |
| -------------------- | ---------------- | ----------- | ----------- | ------------ | ------------ | ----------- | ----------- |
| 1                    | Henri Manhes     |             | DVD         | 1 201        | 40,03        | 1 471       | 48,98       |
| 1                    | Anne Tissier     |             | DVD         | 1 201        | 40,03        | 1 471       | 48,98       |
| 2                    | Alain Calmette   |             | PS          | 1 230        | 41,00        | 1 532       | 51,02       |
| 2                    | Josiane Costes*  |             | PRG         | 1 230        | 41,00        | 1 532       | 51,02       |
| 3                    | Stéphane Frechou |             | EÉLV        | 569          | 18,97        |             |             |
| 3                    | Mireille Laborie |             | EÉLV        | 569          | 18,97        |             |             |
|                      |                  |             |             |              |              |             |             |
| Inscrits             | Inscrits         | Inscrits    | Inscrits    | 6 266        | 100,00       | 6 266       | 100,00      |
| Abstentions          | Abstentions      | Abstentions | Abstentions | 2 890        | 46,12        | 2 921       | 46,62       |
| Votants              | Votants          | Votants     | Votants     | 3 376        | 53,88        | 3 345       | 53,38       |
| Blancs               | Blancs           | Blancs      | Blancs      | 201          | 5,95         | 201         | 6,01        |
| Nuls                 | Nuls             | Nuls        | Nuls        | 175          | 5,18         | 141         | 4,22        |
| Exprimés             | Exprimés         | Exprimés    | Exprimés    | 3 000        | 88,86        | 3 003       | 89,78       |
| * conseiller sortant |                  |             |             |              |              |             |             |

### Canton de Mauriac
| Candidats            | Candidats              | Partis      | Partis      | Premier tour | Premier tour |
| Candidats            | Candidats              | Partis      | Partis      | Voix         | %            |
| -------------------- | ---------------------- | ----------- | ----------- | ------------ | ------------ |
| 1                    | Jean-Yves Bony*        |             | UMP         | 2 800        | 54,12        |
| 1                    | Marie-Hélène Chastre   |             | DVD         | 2 800        | 54,12        |
| 2                    | Gisèle Mathon          |             | FN          | 854          | 16,51        |
| 2                    | Pierre Maury           |             | FN          | 854          | 16,51        |
| 3                    | Christian Fournier     |             | PS          | 1 520        | 29,38        |
| 3                    | Claire Testu-Vialaneix |             | EÉLV        | 1 520        | 29,38        |
|                      |                        |             |             |              |              |
| Inscrits             | Inscrits               | Inscrits    | Inscrits    | 9 778        | 100,00       |
| Abstentions          | Abstentions            | Abstentions | Abstentions | 4 211        | 43,07        |
| Votants              | Votants                | Votants     | Votants     | 5 567        | 56,93        |
| Blancs               | Blancs                 | Blancs      | Blancs      | 230          | 4,13         |
| Nuls                 | Nuls                   | Nuls        | Nuls        | 163          | 2,93         |
| Exprimés             | Exprimés               | Exprimés    | Exprimés    | 5 174        | 92,94        |
| * conseiller sortant |                        |             |             |              |              |

### Canton de Maurs
| Candidats            | Candidats              | Partis      | Partis      | Premier tour | Premier tour | Second tour | Second tour |
| Candidats            | Candidats              | Partis      | Partis      | Voix         | %            | Voix        | %           |
| -------------------- | ---------------------- | ----------- | ----------- | ------------ | ------------ | ----------- | ----------- |
| 1                    | Lauranne de Faget      |             | FN          | 680          | 13,54        |             |             |
| 1                    | Jean-Paul Pestour      |             | SIEL        | 680          | 13,54        |             |             |
| 2                    | Jeanine Hercouët-Testa |             | DVG         | 1 512        | 30,10        | 2 227       | 44,09       |
| 2                    | Christian Montin       |             | DVG         | 1 512        | 30,10        | 2 227       | 44,09       |
| 3                    | Alexandra Ordroneau    |             | PG          | 235          | 4,68         |             |             |
| 3                    | Patrice Pouderoux      |             | PCF         | 235          | 4,68         |             |             |
| 4                    | Dominique Beaudrey     |             | DVD         | 1 382        | 27,51        | 2 824       | 55,91       |
| 4                    | Joël Lacalmontie       |             | UMP         | 1 382        | 27,51        | 2 824       | 55,91       |
| 5                    | Catherine Lehours      |             | DVG         | 1 214        | 24,17        |             |             |
| 5                    | François Vermande*     |             | DVD         | 1 214        | 24,17        |             |             |
|                      |                        |             |             |              |              |             |             |
| Inscrits             | Inscrits               | Inscrits    | Inscrits    | 8 800        | 100,00       | 8 800       | 100,00      |
| Abstentions          | Abstentions            | Abstentions | Abstentions | 3 460        | 39,32        | 3 257       | 37,01       |
| Votants              | Votants                | Votants     | Votants     | 5 340        | 60,68        | 5 543       | 62,99       |
| Blancs               | Blancs                 | Blancs      | Blancs      | 220          | 4,12         | 294         | 5,30        |
| Nuls                 | Nuls                   | Nuls        | Nuls        | 97           | 1,82         | 198         | 3,57        |
| Exprimés             | Exprimés               | Exprimés    | Exprimés    | 5 023        | 94,06        | 5 051       | 91,12       |
| * conseiller sortant |                        |             |             |              |              |             |             |

### Canton de Murat
| Candidats            | Candidats        | Partis      | Partis      | Premier tour | Premier tour |
| Candidats            | Candidats        | Partis      | Partis      | Voix         | %            |
| -------------------- | ---------------- | ----------- | ----------- | ------------ | ------------ |
| 1                    | Claudette Bout   |             | PCF         | 857          | 21,74        |
| 1                    | Patrick Meral    |             | PCF         | 857          | 21,74        |
| 2                    | Bernard Delcros* |             | DVD         | 3 085        | 78,26        |
| 2                    | Ghyslaine Pradel |             | DVG         | 3 085        | 78,26        |
|                      |                  |             |             |              |              |
| Inscrits             | Inscrits         | Inscrits    | Inscrits    | 7 553        | 100,00       |
| Abstentions          | Abstentions      | Abstentions | Abstentions | 3 200        | 42,37        |
| Votants              | Votants          | Votants     | Votants     | 4 353        | 57,63        |
| Blancs               | Blancs           | Blancs      | Blancs      | 257          | 5,90         |
| Nuls                 | Nuls             | Nuls        | Nuls        | 154          | 3,54         |
| Exprimés             | Exprimés         | Exprimés    | Exprimés    | 3 942        | 90,56        |
| * conseiller sortant |                  |             |             |              |              |

### Canton de Naucelles
| Candidats            | Candidats             | Partis      | Partis      | Premier tour | Premier tour | Second tour | Second tour |
| Candidats            | Candidats             | Partis      | Partis      | Voix         | %            | Voix        | %           |
| -------------------- | --------------------- | ----------- | ----------- | ------------ | ------------ | ----------- | ----------- |
| 1                    | Marie-Lyse Dunion     |             | DVG         | 1 610        | 36,92        | 2 119       | 46,52       |
| 1                    | Jacques Markarian*    |             | PS          | 1 610        | 36,92        | 2 119       | 46,52       |
| 2                    | Annie Bertrand        |             | PCF         | 368          | 8,44         |             |             |
| 2                    | Sébastien Prat        |             | PCF         | 368          | 8,44         |             |             |
| 3                    | Dorothée Gallais      |             | FN          | 752          | 17,24        |             |             |
| 3                    | Gilles Lacroix        |             | FN          | 752          | 17,24        |             |             |
| 4                    | Bruno Faure*          |             | UMP         | 1 631        | 37,40        | 2 436       | 53,48       |
| 4                    | Marie-Hélène Roquette |             | DVD         | 1 631        | 37,40        | 2 436       | 53,48       |
|                      |                       |             |             |              |              |             |             |
| Inscrits             | Inscrits              | Inscrits    | Inscrits    | 8 165        | 100,00       | 8 162       | 100,00      |
| Abstentions          | Abstentions           | Abstentions | Abstentions | 3 534        | 43,28        | 3 220       | 39,45       |
| Votants              | Votants               | Votants     | Votants     | 4 631        | 56,72        | 4 942       | 60,55       |
| Blancs               | Blancs                | Blancs      | Blancs      | 203          | 4,38         | 256         | 5,18        |
| Nuls                 | Nuls                  | Nuls        | Nuls        | 67           | 1,45         | 131         | 2,65        |
| Exprimés             | Exprimés              | Exprimés    | Exprimés    | 4 361        | 94,17        | 4 555       | 92,17       |
| * conseiller sortant |                       |             |             |              |              |             |             |

### Canton de Neuvéglise
| Candidats            | Candidats              | Partis      | Partis      | Premier tour | Premier tour |
| Candidats            | Candidats              | Partis      | Partis      | Voix         | %            |
| -------------------- | ---------------------- | ----------- | ----------- | ------------ | ------------ |
| 1                    | Céline Charriaud       |             | DVD         | 2 200        | 55,91        |
| 1                    | Jean-Jacques Monloubou |             | DVD         | 2 200        | 55,91        |
| 2                    | Madeleine Baumgartner* |             | DVD         | 1 735        | 44,09        |
| 2                    | Gérard Mouliade        |             | DVD         | 1 735        | 44,09        |
|                      |                        |             |             |              |              |
| Inscrits             | Inscrits               | Inscrits    | Inscrits    | 7 301        | 100,00       |
| Abstentions          | Abstentions            | Abstentions | Abstentions | 2 979        | 40,80        |
| Votants              | Votants                | Votants     | Votants     | 4 322        | 59,20        |
| Blancs               | Blancs                 | Blancs      | Blancs      | 238          | 5,51         |
| Nuls                 | Nuls                   | Nuls        | Nuls        | 149          | 3,45         |
| Exprimés             | Exprimés               | Exprimés    | Exprimés    | 3 935        | 91,05        |
| * conseiller sortant |                        |             |             |              |              |

### Canton de Riom-ès-Montagnes
| Candidats            | Candidats               | Partis      | Partis      | Premier tour | Premier tour | Second tour | Second tour |
| Candidats            | Candidats               | Partis      | Partis      | Voix         | %            | Voix        | %           |
| -------------------- | ----------------------- | ----------- | ----------- | ------------ | ------------ | ----------- | ----------- |
| 1                    | Valérie Cabecas Roquier |             | DVD         | 1 658        | 43,46        | 2 101       | 51,60       |
| 1                    | Charles Rodde           |             | DVD         | 1 658        | 43,46        | 2 101       | 51,60       |
| 2                    | Jean Mage*              |             | DVD         | 1 685        | 44,17        | 1 971       | 48,40       |
| 2                    | Claudine Robert         |             | DVD         | 1 685        | 44,17        | 1 971       | 48,40       |
| 3                    | Karima Galdeano         |             | FN          | 472          | 12,37        |             |             |
| 3                    | Alain Muffat-Joly       |             | FN          | 472          | 12,37        |             |             |
|                      |                         |             |             |              |              |             |             |
| Inscrits             | Inscrits                | Inscrits    | Inscrits    | 7 432        | 100,00       | 7 431       | 100,00      |
| Abstentions          | Abstentions             | Abstentions | Abstentions | 3 332        | 44,83        | 3 122       | 42,01       |
| Votants              | Votants                 | Votants     | Votants     | 4 100        | 55,17        | 4 309       | 57,99       |
| Blancs               | Blancs                  | Blancs      | Blancs      | 206          | 5,02         | 148         | 3,43        |
| Nuls                 | Nuls                    | Nuls        | Nuls        | 79           | 1,93         | 89          | 2,07        |
| Exprimés             | Exprimés                | Exprimés    | Exprimés    | 3 815        | 93,05        | 4 072       | 94,50       |
| * conseiller sortant |                         |             |             |              |              |             |             |

### Canton de Saint-Flour-1
| Candidats   | Candidats      | Partis      | Partis      | Premier tour | Premier tour |
| Candidats   | Candidats      | Partis      | Partis      | Voix         | %            |
| ----------- | -------------- | ----------- | ----------- | ------------ | ------------ |
| 1           | Didier Achalme |             | DVD         | 2 387        | 100,00       |
| 1           | Aline Hugonnet |             | DVD         | 2 387        | 100,00       |
|             |                |             |             |              |              |
| Inscrits    | Inscrits       | Inscrits    | Inscrits    | 7 948        | 100,00       |
| Abstentions | Abstentions    | Abstentions | Abstentions | 4 568        | 57,47        |
| Votants     | Votants        | Votants     | Votants     | 3 380        | 42,53        |
| Blancs      | Blancs         | Blancs      | Blancs      | 747          | 22,10        |
| Nuls        | Nuls           | Nuls        | Nuls        | 246          | 7,28         |
| Exprimés    | Exprimés       | Exprimés    | Exprimés    | 2 387        | 70,62        |

### Canton de Saint-Flour-2
| Candidats            | Candidats             | Partis      | Partis      | Premier tour | Premier tour |
| Candidats            | Candidats             | Partis      | Partis      | Voix         | %            |
| -------------------- | --------------------- | ----------- | ----------- | ------------ | ------------ |
| 1                    | Christiane Meyroneinc |             | PS          | 1 784        | 50,23        |
| 1                    | Gérard Salat*         |             | PS          | 1 784        | 50,23        |
| 2                    | Christian Bos         |             | DVD         | 1 768        | 49,77        |
| 2                    | Martine Guibert       |             | DVD         | 1 768        | 49,77        |
|                      |                       |             |             |              |              |
| Inscrits             | Inscrits              | Inscrits    | Inscrits    | 6 936        | 100,00       |
| Abstentions          | Abstentions           | Abstentions | Abstentions | 2 932        | 42,27        |
| Votants              | Votants               | Votants     | Votants     | 4 004        | 57,73        |
| Blancs               | Blancs                | Blancs      | Blancs      | 299          | 7,47         |
| Nuls                 | Nuls                  | Nuls        | Nuls        | 153          | 3,82         |
| Exprimés             | Exprimés              | Exprimés    | Exprimés    | 3 552        | 88,71        |
| * conseiller sortant |                       |             |             |              |              |

### Canton de Saint-Paul-des-Landes
| Candidats   | Candidats         | Partis      | Partis      | Premier tour | Premier tour | Second tour | Second tour |
| Candidats   | Candidats         | Partis      | Partis      | Voix         | %            | Voix        | %           |
| ----------- | ----------------- | ----------- | ----------- | ------------ | ------------ | ----------- | ----------- |
| 1           | Benoîte Favre     |             | PG          | 447          | 11,89        |             |             |
| 1           | Claude Prat       |             | PCF         | 447          | 11,89        |             |             |
| 2           | Jean-Claude Arnal |             | FN          | 778          | 20,69        |             |             |
| 2           | Marinette Vizet   |             | FN          | 778          | 20,69        |             |             |
| 3           | Jean-Paul Bayle   |             | DVD         | 1 090        | 28,98        | 1 814       | 47,19       |
| 3           | Carine Carballo   |             | SE          | 1 090        | 28,98        | 1 814       | 47,19       |
| 4           | Patricia Benito   |             | PRG         | 1 446        | 38,45        | 2 030       | 52,81       |
| 4           | Michel Cabanes    |             | PRG         | 1 446        | 38,45        | 2 030       | 52,81       |
|             |                   |             |             |              |              |             |             |
| Inscrits    | Inscrits          | Inscrits    | Inscrits    | 7 079        | 100,00       | 7 078       | 100,00      |
| Abstentions | Abstentions       | Abstentions | Abstentions | 2 925        | 41,32        | 2 778       | 39,25       |
| Votants     | Votants           | Votants     | Votants     | 4 154        | 58,68        | 4 300       | 60,75       |
| Blancs      | Blancs            | Blancs      | Blancs      | 269          | 6,48         | 292         | 6,79        |
| Nuls        | Nuls              | Nuls        | Nuls        | 124          | 2,99         | 164         | 3,81        |
| Exprimés    | Exprimés          | Exprimés    | Exprimés    | 3 761        | 90,54        | 3 844       | 89,40       |

### Canton de Vic-sur-Cère
| Candidats            | Candidats                | Partis      | Partis      | Premier tour | Premier tour | Second tour | Second tour |
| Candidats            | Candidats                | Partis      | Partis      | Voix         | %            | Voix        | %           |
| -------------------- | ------------------------ | ----------- | ----------- | ------------ | ------------ | ----------- | ----------- |
| 1                    | Annie Delrieu-Tourtoulou |             | DVD         | 1 574        | 30,92        | 2 728       | 55,13       |
| 1                    | Philippe Fabre*          |             | UDI         | 1 574        | 30,92        | 2 728       | 55,13       |
| 2                    | Géraud Maurs             |             | DVD         | 876          | 17,21        |             |             |
| 2                    | Stéphanie Rouchet        |             | DVD         | 876          | 17,21        |             |             |
| 3                    | Josyane Combelle         |             | FN          | 705          | 13,85        |             |             |
| 3                    | Patrice Combelle         |             | FN          | 705          | 13,85        |             |             |
| 4                    | Jean-François Barrier    |             | PCF         | 482          | 9,47         |             |             |
| 4                    | Monique Borel-Squizzato  |             | DVG         | 482          | 9,47         |             |             |
| 5                    | Michel Albisson          |             | DVD         | 1 453        | 28,55        | 2 220       | 44,87       |
| 5                    | Stéphanie Gardes         |             | DVG         | 1 453        | 28,55        | 2 220       | 44,87       |
|                      |                          |             |             |              |              |             |             |
| Inscrits             | Inscrits                 | Inscrits    | Inscrits    | 9 290        | 100,00       | 9 289       | 100,00      |
| Abstentions          | Abstentions              | Abstentions | Abstentions | 3 896        | 41,94        | 3 895       | 41,93       |
| Votants              | Votants                  | Votants     | Votants     | 5 394        | 58,06        | 5 394       | 58,07       |
| Blancs               | Blancs                   | Blancs      | Blancs      | 163          | 3,02         | 258         | 4,78        |
| Nuls                 | Nuls                     | Nuls        | Nuls        | 141          | 2,61         | 188         | 3,49        |
| Exprimés             | Exprimés                 | Exprimés    | Exprimés    | 5 090        | 94,36        | 4 948       | 91,73       |
| * conseiller sortant |                          |             |             |              |              |             |             |

### Canton d'Ydes
| Candidats            | Candidats          | Partis      | Partis      | Premier tour | Premier tour | Second tour | Second tour |
| Candidats            | Candidats          | Partis      | Partis      | Voix         | %            | Voix        | %           |
| -------------------- | ------------------ | ----------- | ----------- | ------------ | ------------ | ----------- | ----------- |
| 1                    | Stéphane Briant*   |             | UDI         | 1 328        | 33,16        | 1 842       | 45,28       |
| 1                    | Huguette Gatiniol  |             | DVD         | 1 328        | 33,16        | 1 842       | 45,28       |
| 2                    | Daniel Chevaleyre* |             | PRG         | 1 658        | 41,40        | 2 226       | 54,72       |
| 2                    | Mireille Leymonie  |             | DVG         | 1 658        | 41,40        | 2 226       | 54,72       |
| 3                    | Alain Delage       |             | DVD         | 1 019        | 25,44        |             |             |
| 3                    | Cécile Pipereau    |             | DVD         | 1 019        | 25,44        |             |             |
|                      |                    |             |             |              |              |             |             |
| Inscrits             | Inscrits           | Inscrits    | Inscrits    | 8 079        | 100,00       | 8 081       | 100,00      |
| Abstentions          | Abstentions        | Abstentions | Abstentions | 3 740        | 46,29        | 3 720       | 46,03       |
| Votants              | Votants            | Votants     | Votants     | 4 339        | 53,71        | 4 361       | 53,97       |
| Blancs               | Blancs             | Blancs      | Blancs      | 195          | 4,49         | 181         | 4,15        |
| Nuls                 | Nuls               | Nuls        | Nuls        | 139          | 3,20         | 112         | 2,57        |
| Exprimés             | Exprimés           | Exprimés    | Exprimés    | 4 005        | 92,30        | 4 068       | 93,28       |
| * conseiller sortant |                    |             |             |              |              |             |             |